# Jan Bom

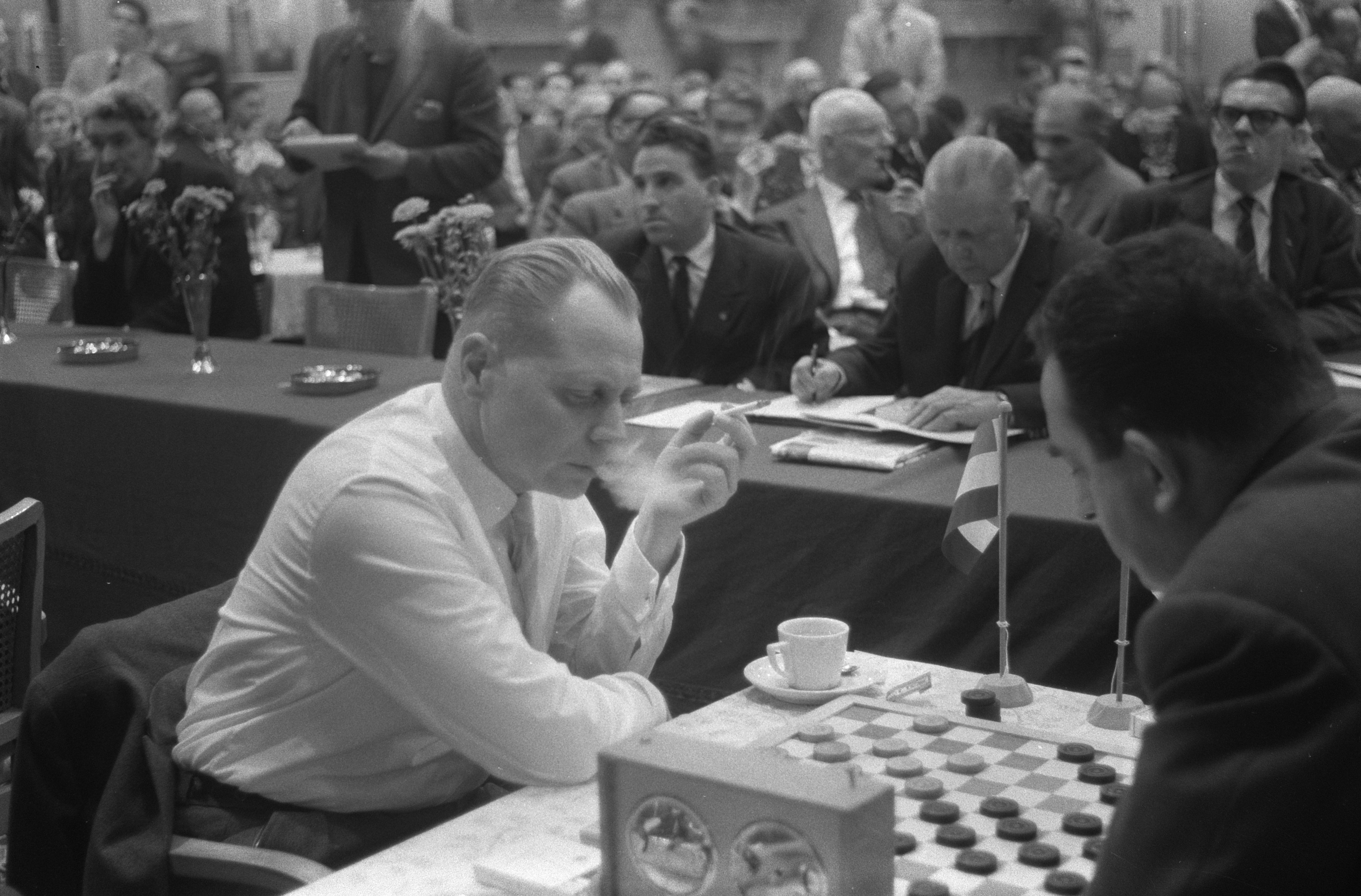
Jan Bom tijdens het wereldkampioenschap van 1960.

Johannes Melchior (Jan) Bom (3 november 1915 - 7 maart 2001) was een Nederlands dammer die in 1941 Nederlands kampioen dammen werd. Bom was nationaal grootmeester.

## Nederlands kampioenschap
Bom deed 24 keer mee aan het Nederlands kampioenschap. Hij behaalde één maal, in 1941, de eerste plaats. De volledige resultaten van Bom tijdens het Nederlands kampioenschap:
- NK 1935 - gedeeld tweede met 12 punten uit 9 wedstrijden.
- NK 1936 - gedeelde vierde plaats met 12 punten uit 11 wedstrijden.
- NK 1939 - gedeelde derde plaats met 13 punten uit 11 wedstrijden.
- NK 1940 - gedeelde vierde plaats met 13 punten uit 11 wedstrijden.
- NK 1941 - eerste plaats met 11 punten uit 8 wedstrijden, R.C. Keller en P. van Dartelen eindigden tweede en derde.
- NK 1942 - gedeelde zevende plaats met 8 punten uit 9 wedstrijden.
- NK 1953 - gedeelde derde plaats met 17 punten uit 13 wedstrijden.
- NK 1954 - gedeelde eerste plaats met 18 punten uit 13 wedstrijden. Na barrage moest Bom de eerste plek aan Roozenburg laten en werd tweede.
- NK 1955 - gedeelde vijfde plaats met 13 punten uit 12 wedstrijden.
- NK 1956 - gedeelde tweede plaats met 18 punten uit 14 wedstrijden.
- NK 1957 - gedeelde derde plaats met 17 punten uit 15 wedstrijden.
- NK 1958 - gedeelde vijfde plaats met 15 punten uit 14 wedstrijden.
- NK 1959 - gedeelde tweede plaats met 17 punten uit 13 wedstrijden.
- NK 1960 - tweede plaats met 20 punten uit 15 wedstrijden.
- NK 1961 - gedeelde zesde plaats met 14 punten uit 13 wedstrijden.
- NK 1962 - gedeelde derde plaats met 12 punten uit 10 wedstrijden.
- NK 1963 - gedeelde vierde plaats met 14 punten uit 13 wedstrijden.
- NK 1964 - gedeelde tweede plaats met 20 punten uit 15 wedstrijden.
- NK 1965 - gedeelde vijfde plaats met 14 punten uit 13 wedstrijden.
- NK 1966 - gedeelde vijfde plaats met 15 punten uit 13 wedstrijden.
- NK 1967 - gedeelde achtste plaats met 12 punten uit 13 wedstrijden.
- NK 1968 - tiende plaats met 4 punten uit 11 wedstrijden.
- NK 1969 - zevende plaats met 10 punten uit 11 wedstrijden.

## Wereldkampioenschappen
Jan Bom deed drie maal mee aan het toernooi om de wereldtitel, in 1956, 1960 en 1964.
- WK 1956 - gedeeld derde met Piet Roozenburg, achter R.C. Keller en Deslauriers, met 24 punten uit 18 wedstrijden.
- WK 1960 - gedeelde zesde plaats met Freek Gordijn met 26 punten uit 26 wedstrijden (tegen elke tegenstander werd twee maal gespeeld).
- WK 1964 - zesde plaats met 19 punten uit 16 wedstrijden.

## Boeken
- Ton Sijbrands en Wouter van Beek: Jan Bom. Dammer. Oldemarkt, Mosterdzaad, 2002. ISBN 90-807454-1-3